# Röthis
Röthis est une commune autrichienne du district de Feldkirch dans le Vorarlberg.